# Сеид Мир Мансур
Сеид Мир Мансур (узб. Said Mir Mansur 1863 — 1918) — представитель правящей узбекской династии мангытов, сын Эмира Бухары Музаффара

## Обучение в России

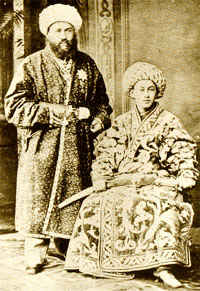
Сеид Мир Мансур со своим учителем

Сеид Мир Мансур со второй половины 70-х годов XIX века жил в России, где обучался в Пажеском корпусе. Вместе с ним в Санкт-Петербурге находился его воспитатель Абдалвасе туксаба.
При поступлении в корпус Сеид Мир Мансур получил в подарок золотые часы с монограммой императора Александра II, которые он хранил до своего последнего дня.
По высочайшему повелению от 15 декабря 1876 года на содержание Сеид Мир Мансура и его воспитателя царское правительство выделяло по 500 рублей в год, из которых 310 рублей выдавались лично Абдалвасе туксабе на оплату квартиры и текущие расходы.
По отзывам преподавателей, Сеид Мир Мансур учился «порядочно» и имел хорошее поведение — «успехи в науках его весьма благоприятны». Когда он учился в III классе, он был освобождён от изучения немецкого языка, который давался ему с трудом. Высвободившееся же время было посвящено усиленному изучению других европейских языков, а также родного языка и мусульманской религиозной литературы.
Летом 1881 года Сеид Мир Мансур ездил на отдых в Крым и Одессу.
В сентябре 1882 года навещал отца в Бухаре, откуда вернулся в декабре с подарками от эмира.
В последние годы пребывания в Пажеском корпусе воспитателем при Сеид Мир Мансуре состоял Мирза Насраллах-бий туксаба, который, по отзывам современников, очень хорошо говорил по-русски.

## Служба в Русской императорской армии
13 апреля 1886 года, после окончания Пажеского корпуса, Сеид Мир Мансур был произведён в корнеты и назначен в 3-й драгунский Сумской полк в Москву. Кроме обычного офицерского содержания Сеид Мир Мансур ежегодно получал ещё и 2400 рублей от эмира Сеид Абдулахад-хана.
В 1892 году Сеид Мир Мансур имел звание поручика.
Вместе с офицерами Сумского полка в декабре 1892 года он устраивал пикник в честь эмира Абдулахад-хана, находившегося в Москве проездом.
В 1895 году Сеид Мир Мансур был уже штаб-ротмистром, а в 1899 году в этом же звании уволился из полка.
Царское правительство оплатило его долги и назначило ему пожизненную пенсию.
После этого в течение нескольких лет Сеид Мир Мансур продолжал жить в России.

## Семья
Он был женат на княгине Софье Ивановне Церетели, у них было несколько детей. Старший сын, Николай Михайлович Церетели в двадцатые годы был одним из ведущих актёров Камерного театра Таирова в Москве, основным партнёром знаменитой актрисы Алисы Георгиевны Коонен.
В 1906 году он вместе с отцом приезжал в Бухару, где навещал свою бабушку.
Второй сын Сеид Мир Мансура был военным. Он состоял на русской военной службе, был награждён несколькими российскими орденами. Погиб в марте 1918 года во время штурма Карманы.
Кроме этого, у Сеид Мир Мансура была ещё дочь Любовь и младшие сыновья Георгий и Валерий, младшая дочь Тамара.

## Бек в Бухарском эмирате
После возвращения в Бухару Сеид Мир Мансур был назначен беком Карманы. В марте 1918 года, во время Колесовского похода, когда большевики захватили Карману, разбив пятитысячный отряд бека, Сеид Мир Мансур был смертельно ранен и взят в плен вместе с женой, тремя малолетними детьми и их учительницей.
Похоронен Сеид Мир Мансур был в Каттакургане при содействии эмира Сеид Алим-хана.
Все имущество его семьи, начиная от орденов, дорогого оружия, фамильных драгоценностей и кончая «Капиталом» Карла Маркса, принадлежавшим учительнице детей, было расхищено.
В сентябре 1918 года Софья Ивановна Церетели, вдова Сеид Мир Мансура, получила от бухарского правительства в качестве возмещения понесённого ущерба 200 тысяч рублей (на воспитание трёх малолетних детей), и ещё 100 тысяч рублей на обзаведение